# Бобилье (лунный кратер)
Кратер Бобилье (лат. Bobillier) — маленький ударный кратер в юго-западной части Моря Ясности на видимой стороне Луны. Название дано в честь французского математика Этьенна Бобилье (1798—1840) и утверждено Международным астрономическим союзом в 1976 г.

## Описание кратера
Ближайшими соседями кратера являются кратер Сульпиций Галл на западе; кратер Бессель на северо-востоке и кратер Менелай на юге. На юго-востоке от кратера находится гряда Буклэнда; на юго-западе гряды Сорби. Селенографические координаты центра кратера 19°38′ с. ш. 15°26′ в. д. / 19,63° с. ш. 15,44° в. д., диаметр 6,04 км, глубина 1,26 км.
Кратер имеет сферическую форму, практически не имеет следов разрушения. Высота вала над окружающей местностью составляет 220 м, объем кратера приблизительно 9 км³.. По морфологическим признакам кратер относится к типу ALC (по названию типичного представителя этого класса — кратера Аль-Баттани C).
До своего переименования в 1976 г кратер назывался сателлитным кратером Бессель Е.

## Сателлитные кратеры
Отсутствуют.